# Новодевицкое сельское поселение
Новодевицкое се́льское поселе́ние — упразднённое сельское поселение в Хорольском районе Приморского края.
Административный центр — село Новодевица.

## История
Статус и границы сельского поселения установлены Законом Приморского края от 11 октября 2004 года № 146-КЗ «О Хорольском муниципальном районе».
Законом Приморского края от 27 апреля 2015 года № 594-КЗ, Новодевицкое, Сиваковское и Хорольское сельские поселения преобразованы, путём их объединения, в Хорольское сельское поселение с административным центром в селе Хороль.

## Население
| 2008 | 2010  | 2011  | 2012  | 2013  | 2014  | 2015  |
| ---- | ----- | ----- | ----- | ----- | ----- | ----- |
| 1538 | ↘1323 | ↘1321 | ↘1296 | ↘1275 | ↘1222 | ↘1197 |

## Состав сельского поселения
В состав сельского поселения входило 2 населённых пункта:
| № | Населённый пункт | Тип населённого пункта       | Население |
| - | ---------------- | ---------------------------- | --------- |
| 1 | Новодевица       | село, административный центр | ↘1221     |
| 2 | Стародевица      | село                         | ↘102      |

## Местное самоуправление
Администрация
Адрес: 692275, с. Новодевица, ул. Лазо, 30. Телефон: 8 (42347) 41-1-94
Глава: Бут Владимир Иванович